# Деніс Карнілл
Деніс Карнілл (англ. Denys Carnill, 11 березня 1926 — 30 березня 2016) — британський хокеїст на траві.
Бронзовий призер Олімпійських Ігор 1952 року, учасник 1956, 1960 років.